# Populus hopeiensis
Populus hopeiensis là một loài thực vật có hoa trong họ Liễu. Loài này được Hu & Chow miêu tả khoa học đầu tiên năm 1931.